# Embryologie
Embryologie is de studie van de vroege groei en ontwikkeling van dieren, van het eencellige stadium (de zygote, het product van een bevruchting), via het  stadium van het embryo tot aan het begin van het volgroeide stadium.
Embryologie houdt zich derhalve bezig met de verschillende stappen voor de correcte en complete formatie van het lichaam van een dierlijk organisme.
Grondlegger van de embryologie was Martin Rathke, een Duitse embryoloog en anatoom die in 1829 ontdekte dat embryo's van vogels en zoogdieren beide kieuwbogen en kieuwopeningen hebben, hetgeen een aanwijzing is dat deze levensvormen zijn geëvolueerd uit een gemeenschappelijke oorsprong.